# Konstantyn Brâncoveanu
Konstantyn Brâncoveanu (rum. Constantin Brâncoveanu, ur. 1654, zm. 15 sierpnia 1714) – hospodar Wołoszczyzny w latach 1688–1714. Uznany przez kościół prawosławny za świętego (jego święto przypada na 16 sierpnia).
Jego rodzicami byli książę Papa Brâncoveanu (pochodzący od możnego niegdyś rodu Craiovești) oraz Stanca z potężnego rodu Cantacuzino. Wcześnie osierocony przez ojca, był wychowywany przez wuja Konstantyna Cantacuzino, brata hospodara Șerbana Cantacuzino (przy czym między braćmi istniał konflikt) - jego poprzednika na tronie hospodarskim.
Tron objął po śmierci Șerbana w 1688. W obliczu rosnącej potęgi Austrii zerwał z próbami związania się z nią, podjętymi przez Șerbana. Już w 1689 wsparł walczącego z Habsburgami księcia Siedmiogrodu Emeryka Thököly'ego, w zamian za co otrzymał sułtańską obietnicę dożywotniości rządów. Jednak dalsze klęski tureckie osłabiały pozycję hospodara, wobec czego Konstantyn zaczął szukać oparcia u cara rosyjskiego Piotra Wielkiego. To z kolei wzbudziło podejrzenia osmańskie (a także opór niektórych bojarów, preferujących zbliżenie z Austrią), na domiar złego w 1707 doszło do konfliktu ze wspierającym dotąd Konstantyna rodem Cantacuzino, jednak zdołał się utrzymać przy delikatnej pomocy rosyjskiej na tronie. W 1710 doszło do wybuchu wojny rosyjsko-tureckiej – co prawda Konstantyn po wkroczeniu Piotra Wielkiego do Mołdawii nie opowiedział się otwarcie po jego stronie, jednak nie wsparł też Turków, a część jego sił przeszła na stronę Rosjan (m.in. przedstawiciele Cantacuzino). Wojna jednak zakończyła się klęską Rosjan. Konstantyn zdołał utrzymać się na tronie hospodarskim jeszcze trzy lata – został zdradzony przez swoich krewnych, sprowadzony z rodziną do Stambułu i 15 sierpnia 1714 ścięty wraz ze wszystkimi swoimi synami. Cantacuzino zatriumfowali, jeden z ich przedstawicieli został hospodarem, lecz już rok później został ścięty, a sułtani zaczęli oddawać tron wołoski Grekom fanariockim.
Konstantyn, obok prób wyzwolenia się spod dominacji tureckiej, działał też na rzecz umocnienia wewnętrznego kraju, m.in. w 1701 przeprowadził reformę podatkową. Położył też ogromne zasługi dla kultury rumuńskiej. W 1694 r. założył w Bukareszcie, w klasztorze św. Sawy, Akademię Nadworną, zajmującą się jednak głównie kształceniem w zakresie języka i kultury greckiej. W czasie swego długiego panowania Konstantyn przeprowadził szeroko zakrojoną akcję fundacyjną, wznosząc nie tylko wiele cerkwi i monastyrów (z monastyrem w Horezu na czele), ale także hospodarskie rezydencje (m.in. pałac w Mogoşaia). Styl architektoniczny wypracowany w tych przedsięwzięciach, czerpiący ze źródeł lokalnych, wschodnich oraz włoskiego renesansu i baroku nazwano od jego imienia "brinkowiańskim". W kraju działało wiele drukarni, które publikowały liczne książki; na zaproszenie Konstantyna do Bukaresztu przybył, w celu ich organizacji, doświadczony mnich-drukarz z Konstantynopola Antym, późniejszy metropolita ungro-wołoski. Sam hospodar nadzorował powstawanie kroniki swoich rządów, spisanej przez dworzanina nazwiskiem Radu Greceanu.
Wyjątkowo długie i owocne panowanie (zwłaszcza na polu kulturalnym) oraz tragiczny koniec życia zaowocowały szczególnym miejscem Konstantyna Brincoveanu w pamięci narodowej Rumunów. W 1992 Rumuński Kościół Prawosławny uznał go, jego czterech synów oraz skarbnika Vacarescu za świętych. Jego wizerunek został umieszczony na rumuńskiej monecie obiegowej o nominale 1000 lejów bitej w latach 2000-2005.